# Christian La Torre
Christian La Torre (Comas, Provincia de Lima, 9 de marzo de 1990) es un futbolista peruano. Juega de delantero y su actual equipo es la Academia Fútbol Base Soccer Star FC SAC de Carabayllo que participa en la Copa Perú. Tiene 35 años.

## Trayectoria
Hizo su estreno en el fútbol profesional con el Sport Boys en 2006, cuando César Chalaca Gonzáles lo hizo entrar contra Cienciano (que ganó 1-0) en el Cuzco, por el Torneo Clausura.
En noviembre del 2007 entreno por dos semanas en el Borussia Monchengladbach de Alemania. A inicios del 2008 regresó al Borussia Mönchengladbach pero no se concretó el fichaje. También se rumoreó el interés del Lanús de Argentina y un club de Suecia, sin embargo no hubo nada concreto.
En 2010 llegó al José Gálvez de Chimbote, pero al poco tiempo se marchó del equipo por bajo rendimiento. En junio de 2010 fichó por el América Cochahuayco buscando continuidad. Formó parte del equipo de Universitario de Deportes sub-20 que conquistó la Copa Libertadores Sub-20 de 2011 realizada en el Perú. En agosto de ese mismo año, fue cedido a préstamo al Sport Boys hasta el final de la temporada. En enero de 2012 regresó al primer equipo de la «U».

## Selección nacional
Ha sido internacional con la selección de fútbol sub-17 del Perú. En 2007 participó en el Campeonato Sudamericano Sub-17 en la que tuvo una buena actuación y fue uno de los goleadores del seleccionado peruano, logrando así clasificar a la Copa Mundial de Fútbol Sub-17 de 2007 que se realizó en Corea del Sur. En el mundial solo disputó dos encuentros (frente a Corea del Sur y Tayikistán) debido a una lesión que contrajo frente al seleccionado local en el primer partido de dicho certamen. 

### Participaciones en Copas del Mundo
| Mundial                     | Sede          | Resultado        |
| --------------------------- | ------------- | ---------------- |
| Copa Mundial Sub-17 de 2007 | Corea del Sur | Cuartos de final |

## Clubes
| Club                                    | País | Año       |
| --------------------------------------- | ---- | --------- |
| Sport Boys                              | Perú | 2006-2008 |
| Universitario de Deportes               | Perú | 2008-2009 |
| José Gálvez                             | Perú | 2010      |
| América Cochahuayco                     | Perú | 2010      |
| Universitario de Deportes               | Perú | 2011      |
| Sport Boys                              | Perú | 2011      |
| Universitario de Deportes               | Perú | 2012      |
| Sport Huancayo                          | Perú | 2013      |
| Alfonso Ugarte                          | Perú | 2014      |
| Unión Fuerza Minera                     | Perú | 2015      |
| José María Arguedas                     | Perú | 2017      |
| Defensor Laure Sur                      | Perú | 2018-2019 |
| DIM                                     | Perú | 2019      |
| Estrella Azul                           | Perú | 2021      |
| Defensor Laure Sur                      | Perú | 2022      |
| Independiente San Felipe                | Perú | 2022      |
| Academia Fútbol Base Soccer Star FC SAC | Perú | 2022 -    |

## Palmarés

### Campeonatos nacionales
| Título                    | Club                      | País | Año  |
| ------------------------- | ------------------------- | ---- | ---- |
| Primera División del Perú | Universitario de Deportes | Perú | 2009 |

### Copas internacionales
| Título                   | Club                      | País | Año  |
| ------------------------ | ------------------------- | ---- | ---- |
| Copa Libertadores Sub-20 | Universitario de Deportes | Perú | 2011 |